# Инициатива свободной торговли
«Инициатива свободной торговли» (англ. Initiative for Free Trade, IFT) — частный некоммерческий исследовательский фонд, расположенный в центре Лондона. 
Цель «Инициативы свободной торговли» (ИСТ) — представить интеллектуальные и моральные аргументы в пользу свободной торговли и рассматривать Брексит как «возможность оживить мировую торговую систему». IFT была основана Дэниелом Ханнаном, депутатом Европарламента от Юго-Восточной Англии, в сентябре 2017 года. Это первый и единственный в Великобритании аналитический центр, специализирующийся исключительно на торговой политике и экономике торговли.

## Цели
Официальные цели IFT заключаются в том, чтобы «вернуть моральные аргументы в пользу открытой торговли» и продвигать свободную торговлю. Он нацелен на достижение этого посредством просвещения гражданского общества; объединение бизнеса для оценки воздействия торговых барьеров и их устранения; поощрение политиков и законодателей к поддержке либерализации торговли. Помимо проведения мероприятий с известными спикерами, IFT проводит и распространяет исследования, ориентированные на конкретную аудиторию. Они варьируются от коротких поясняющих видео до длинных академических отчетов.
Основанная консервативным депутатом Европарламента, IFT стремится быть беспартийной организацией и имеет сторонников по всему политическому спектру. Например, депутат от лейбористской партии Грэм Стрингер написал предисловие к книге «The Left-Wing Case for Free Trade» («Левый аргумент в пользу свободной торговли»). Однако, поддерживая выход Великобритании из ЕС для проведения независимой торговой политики, он вызвал гнев политиков, которые поддержали участие в референдуме о членстве в ЕС. Чука Умунна описал аналитический центр как «фанатичных идеологов, жестко поддерживающих Брексит», в то время как Крис Брайант сказал, что «IFT может показаться маргинальной группой дурацких фанатиков, но на самом деле они очень влиятельны и продвигают опасную повестку дня».

## История
Создание Департамента международной торговли (DIT) в июле 2016 года свидетельствует о приверженности правительства Великобритании проведению независимой торговой политики впервые с 1975 года. IFT стремится заполнить соответствующий пробел в британских исследованиях и экспертных знаниях по вопросам торговли, чтобы способствовать лучшему информированию правительства, законодательных органов, бизнес-сообщества и широкой общественности.
Инициатива была запущена в картографическом зале Министерства иностранных дел Борисом Джонсоном, тогдашним министром иностранных дел и международного развития, и Лиамом Фоксом, государственным секретарем по международной торговле, в сентябре 2017 года. Было сочтено, что использование этого помещения в качестве места проведения мероприятия способствовало достижению целей правительства в области свободной торговли. IFT изначально назывался «Институтом свободной торговли» (англ. Institute for Free Trade), но был переименован в «Инициативу свободной торговли» (англ. Initiative for Free Trade) после того, как выяснилось, что разрешение на использование названия «Институт», которое защищено законом, не было предоставлено Регистрационной Палатой и Бизнес-секретарем.
В октябре 2017 года IFT провела свое первое мероприятие — Global Trade Summit (Лондон) — и поддержала и приняла участие в конференциях Conservatives International в Майами и Кампале в 2017 году, а также в La Convención Azul в Буэнос-Айресе.
В сентябре 2018 года совместно с Институтом Катона и девятью другими британскими и американскими аналитическими центрами, работающими на свободном рынке, он выпустил «Идеальное» соглашение о свободной торговле между США и Великобританией. Этот документ использовался в качестве предлагаемого шаблона для будущего торгового соглашения между США и Великобританией, благодаря чему привлек значительное внимание средств массовой информации.

## Публикации
- An «Ideal» US-UK Free Trade Arrangement, 2017[9]
- Boosting UK-East Africa Trade, 2018[10]
- A Roadmap for UK Accession to CPTPP, 2018[11]

Серия The Case for Free Trade:
- The Left-Wing Case for Free Trade, 2017[12]
- Why Free Trade is Good for Your Health, 2017[13]
- The Development Case for Free Trade, 2018[14]